# Li Qing
Li Qing (Yingcheng, República Popular China, 1 de diciembre de 1972) es una clavadista o saltadora de trampolín china especializada en trampolín de 3 metros, donde consiguió ser subcampeona olímpica en 1988.

## Carrera deportiva
En los Juegos Olímpicos de 1988 celebrados en Seúl (Corea del Norte) ganó la medalla de plata en los saltos desde el trampolín de 3 metros, con una puntuación de 534 puntos, tras su paisana china Gao Min (oro con 580 puntos) y por delante de la estadounidense Kelly McCormick (bronce con 533 puntos).